# Ricardo Silva-Santisteban
Ricardo Silva-Santisteban Ubillús (Lima, 10 de noviembre de 1941) es un poeta, editor, crítico literario, traductor y docente universitario peruano. Experto en César Vallejo, cuya obra completa ha editado. Ha traducido a diversos autores ingleses y franceses y ha editado antologías de poetas, narradores y dramaturgos peruanos.

## Biografía
Hijo de Alfredo Silva-Santisteban Sánchez-Silva y Janina Ubillús Prado.
Cursó sus estudios escolares en el Colegio Claretiano y en el Colegio Tomás Alva Edison.
Sus estudios superiores los cursó en la Pontificia Universidad Católica del Perú (1959-1962) para luego trasladarse a la Facultad de Literatura de la Universidad Mayor de San Marcos, donde se doctoró. 
En San Marcos ganó el Premio de Poesía de los Juegos Florales (1965).
En la década de 1980 dictó cursos de creación poética en varias universidades e institutos del Perú. Desde 1990 es profesor de la Pontificia Universidad Católica del Perú, en el Departamento de Humanidades, Sección Lingüística y Literatura. Dirigió también la colección de traducciones que edita dicha universidad bajo el nombre de «El manantial oculto».
Desde el 2001 es miembro de la Academia Peruana de la Lengua, de la que fue presidente desde 2014 hasta 2017.

## Obra
Como poeta es autor de diversos poemarios, que ha reunido bajo el título genérico de Terra incógnita, el nombre de su primer poemario (la última edición es de 2016).
Como crítico literario ha escrito numerosos ensayos sobre poetas peruanos como César Vallejo, Abraham Valdelomar, José María Eguren, Emilio Adolfo Westphalen, Jorge Eduardo Eielson, Martín Adán. También sobre autores de otras nacionalidades como Guy de Maupassant, James Joyce, Novalis, Ezra Pound, André Breton, entre otros.
Su tarea como traductor ha sido también infatigable. Ha traducido al español a diversos poetas de habla inglesa y francesa. En España se hizo conocido por su traducción completa al castellano de la obra del poeta francés Stéphane Mallarmé y de una antología de los poetas del romanticismo inglés.
Como editor y antologador, es conocido en el Perú por sus diversas ediciones de las obras completas de César Vallejo (poesía, narrativa y teatro), una de ellas facsimilar; también ha editado las obras de César Moro en tres volúmenes; las de Abraham Valdelomar, en cuatro tomos; las de Martín Adán; por solo citar a algunos autores. Y una antología del teatro peruano, en cinco tomos.
Buena parte de su labor  de editor y traductor lo ha hecho a través de la colección «El Manantial Oculto», auspiciada por la Pontificia Universidad Católica del Perú.
Su Antología general de la traducción en el Perú en nueve tomos se terminó de publicar con el auspicio de la Universidad Ricardo Palma en el 2016.

## Publicaciones

### Poemarios
- Terra incognita (1975)
- Sílabas de palabra humana (1978)
- Las acumulaciones del deseo (1980)
- La eternidad que nunca acaba (1985)
- Río de primavera, cascada de otoño (1988)
- Terra incognita. Poemas 1965-1988 (1989) Recopilación de su obra poética. Reeditada y ampliada en 2001 y en 2016.
- Junto a la puerta de fuego (1992)
- Fuego de tu fuego (1994)
- En el laberinto (1996)
- Ajuste de cuentas (2000)

### Estudios literarios
- Escrito en el agua (1989). Recopilación de sus ensayos de crítica literaria.
- Stéphane Mallarmé en castellano (1998). Incluye traducciones de dicho autor.
- Cinco asedios al cuento peruano, Lima, Universidad Ricardo Palma, 2008;[10]
- Breve historia de la traducción en el Perú, Lima, Instituto Bibliográfico del Perú, 2013, ISBN 978-612-46210-1-7.[11][12]

### Traducciones
Solo mencionamos algunas de ellas:
- James Joyce, Anna Livia Plurabelle y otros textos del Finnegans Wake, 1988.
- Stéphane Mallarmé, Obra poética, Hiperion, Madrid, 1981.
- Ezra Pound, Cathay. Barcelona: Tusquets, 1980.
- La música de la humanidad. Antología poética del Romanticismo inglés, ed. De Ricardo Silva-Santisteban, Tusquets Editores, 1993.

## Valoración
Ricardo Silva-Santisteban, poeta de fina esencia, fijó en su retina literaria una transparencia formal de la belleza. El tono ensoñante, el rigor armónico y la intimidad exploratoria de sus versos, registran un asidero de la palabra enriquecedora, coruscante y fluida. Como buscador de la sensualidad humana, supo fijarse en el cosmos y los símbolos del ideal poético. Silva-Santisteban trajo a nuestra poesía la claridad de sus evidencias, la ensoñación de los seres y el feliz reencuentro con la realidad que la evoca en sus posibilidades.
César Toro Montalvo